# Patolli

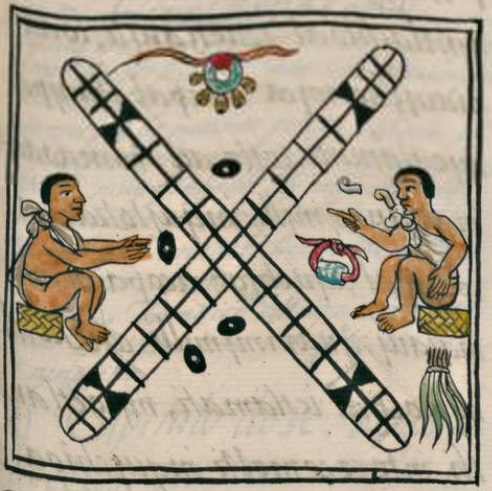
Abbildung des Spiels Patolli auf dem Codex Florentinus

Spielbrett mit weniger Feldern

Patolli ist ein Brettspiel, das im präkolumbischen Mesoamerika entstand und von verschiedenen Völkern mit ähnlichen Regeln gespielt wurde. Das Spiel ähnelt dem indischen Pachisi und dem koreanischen Yut.

## Geschichte
Nachweislich war das Spiel bei den Gründern Teotihuacáns, bei den Tolteken, den Azteken und den Maya bekannt.
Bei dem Spiel wurden teilweise sehr hohe Einsätze getätigt, die in Extremfällen auch das eigene Heim oder die Familie betraf und mitunter in die Sklaverei führte.
Im Jahr 1521 kam es nach der Spanischen Eroberung zu einem Verbot des Spiels, da die spanische kirchliche Autorität darin ein heidnisches Spiel mit starker religiöser Bedeutung sah. Viele der damals noch vorhandenen Spielmatten samt Zubehör wurden von den Spaniern vernichtet, und Personen die gegen das Spielverbot verstießen, wurden schwer bestraft.

## Symbolik und Religion
Das Spiel hat wahrscheinlich auf Kalenderzyklen bezogene Symbolik in sich. So symbolisierte es die Bewegung der Himmelskörper. Ebenso augenfällig ist die Zahl 4, die eine übergeordnete Rolle spielt. Es sind vier Felder in der Mitte, es hat vier Würfel-Bohnen (nach Glonnegger) und vier Spielarme. Evtl. symbolisiert das die Himmelsrichtungen und/oder die Jahreszeiten.
Die Indianer glaubten, dass der Gott Macuilxochitl das Spiel beeinflusste. Er wurde während des Spiels angerufen. Macuilxochitl ist der „Gott der fünf Blumen“. Die Zahl 5 ist ebenso im Spielbrett enthalten. Es sind bei den Armen je zweimal fünf Felder von den markierten Feldern bis zur Mitte. Bei Parlett waren es fünf Bohnen zum Würfeln.

## Spielablauf
Patolli wurde auf Matten (petate genannt) mit einem X als Spielfeld von vier kreuzförmigen Armen gespielt. Das Spielfeld besteht aus insgesamt 64 Feldern. Die Bahnen haben je zweimal acht Felder die parallel angeordnet sind. In der Mitte sind nochmals vier Felder. Gespielt haben zwei Personen oder zwei Gruppen gegeneinander. Gewürfelt wurde mit vier oder fünf Bohnen (patolli genannt), die auf einer Seite mit einem weißen Punkt oder mit einem Loch gekennzeichnet waren, die Spielsteine bestanden aus roten und blauen Bohnen. Es mussten nun die eigenen Figuren vom Mittelpunkt aus über drei Arme geführt werden, bevor man gewonnen hat. Auf einem Arm blieb man von den Gegnern verschont, auf zwei Armen gab es aber eine Kollisionsmöglichkeit.
Es ist nicht ganz klar, welche Zahl die Bohnenwürfe hatten. Wahrscheinlich waren dies die korrekten Züge pro Wurf:
| Anzahl Punkte oben | Schritte vorwärts |
| ------------------ | ----------------- |
| 0                  | 20                |
| 1                  | 1                 |
| 2                  | 2                 |
| 3                  | 3                 |
| 4                  | 4                 |
| 5                  | 10                |

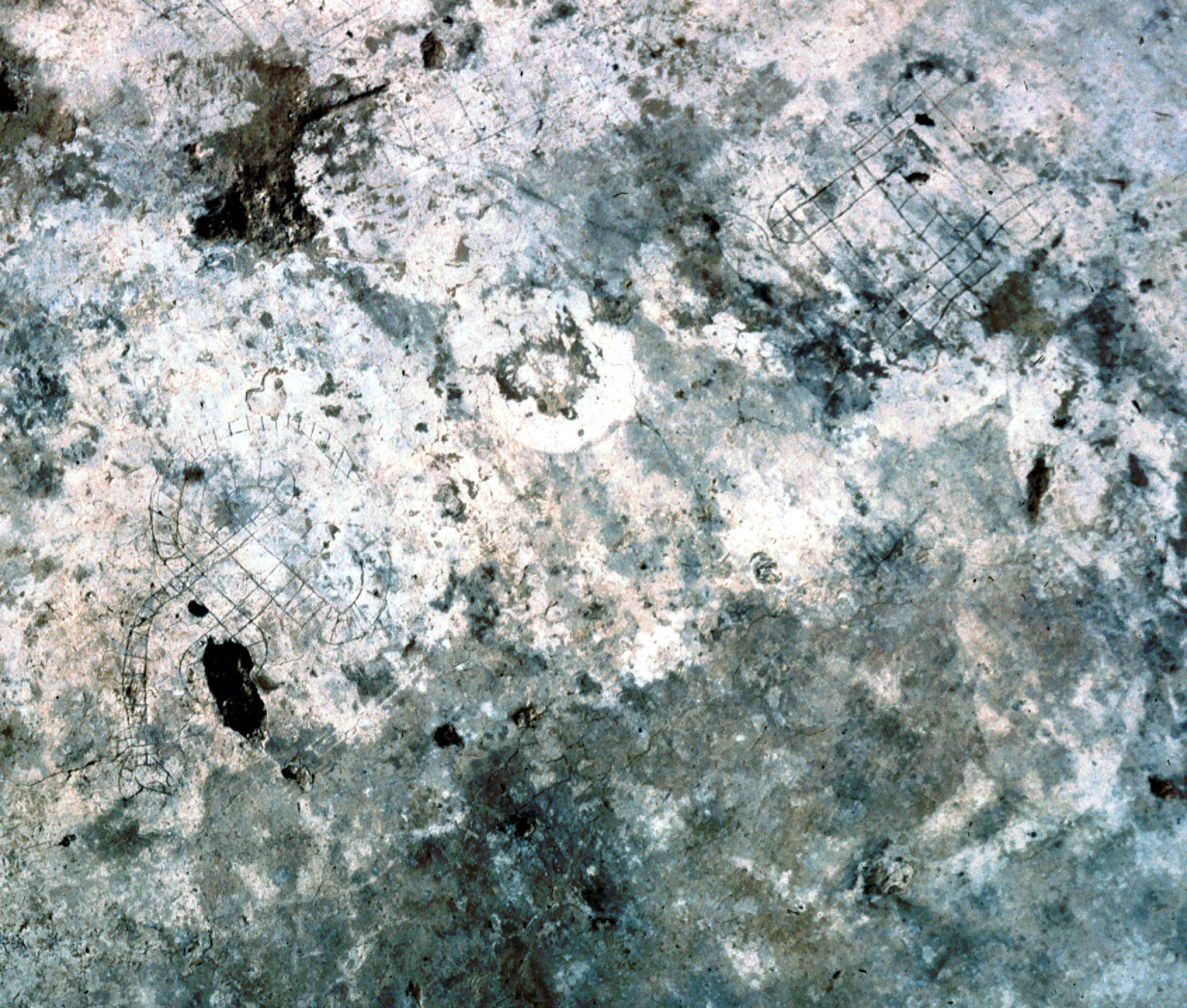
Zwei patolli-Muster in einem Fußboden von Teotihuacan

Was ebenfalls nicht vollständig geklärt werden konnte, sind die Funktionen der Felder, die hinter den dreieckigen Markierungen liegen. Ob sie ebenso als Zugfelder dienten, oder ob sie eine andere Bedeutung hatten, weiß man nicht mehr. Wenn es der Fall wäre, dass diese nicht als Zugfelder dienten, hat das Spiel somit insgesamt nur 44 Zugfelder.

## Varianten
Bei archäologischen Grabungen wurden Patolli-Felder gefunden, die in den Stuckfußboden eingekratzt waren, so in Teotihuacán, Palenque und Tikal sowie in Westmexiko. Diese Spiele hatten jedoch ein anderes Muster. Noch in historischer Zeit spielten die Tarasken von Michoacán mit einem ähnlichen Spielmuster.